# Przyjma (województwo kujawsko-pomorskie)
Przyjma – wieś w Polsce położona w województwie kujawsko-pomorskim, w powiecie mogileńskim, w gminie Mogilno. Miejscowość wchodzi w skład sołectwa Palędzie Dolne.

## Podział administracyjny
W latach 1975–1998 miejscowość położona była w województwie bydgoskim.

## Demografia
Według Narodowego Spisu Powszechnego (III 2011 r.) liczyła 47 mieszkańców. Jest 48. co do wielkości miejscowością gminy Mogilno.